# Ꚓ
Ꚓ, ꚓ е буква от кирилицата, част от старата осетинска и абхазка азбука. Въведена е от Андрей Шьогрен през 1844 година, който съставя първата осетинска азбука на основата на кирилицата. Предсталвява лигатура между кирилските бувки Ч и Т. Обозначава беззвучната венечно-небна изтласкваща преградно-проходна съгласна /t͡ʃʼ/. Днес в осетинския език е заменена от диграфа Чъ. През 1862 година Пьотър Услар издава своята монография Абхазский язык, в която въвежда грузинската буква Чари ჭ за обозначване на звука /tʰ/. През 1887 година при препечатването на монографията на Услар типографът М. Завадский я изхвърля, като заимства буквата на Шьогрен. След 1954 година за обозначаване на звука /t͡ʃʼ/ е въведена буквата Ҷ.